# Turismo na Antártica

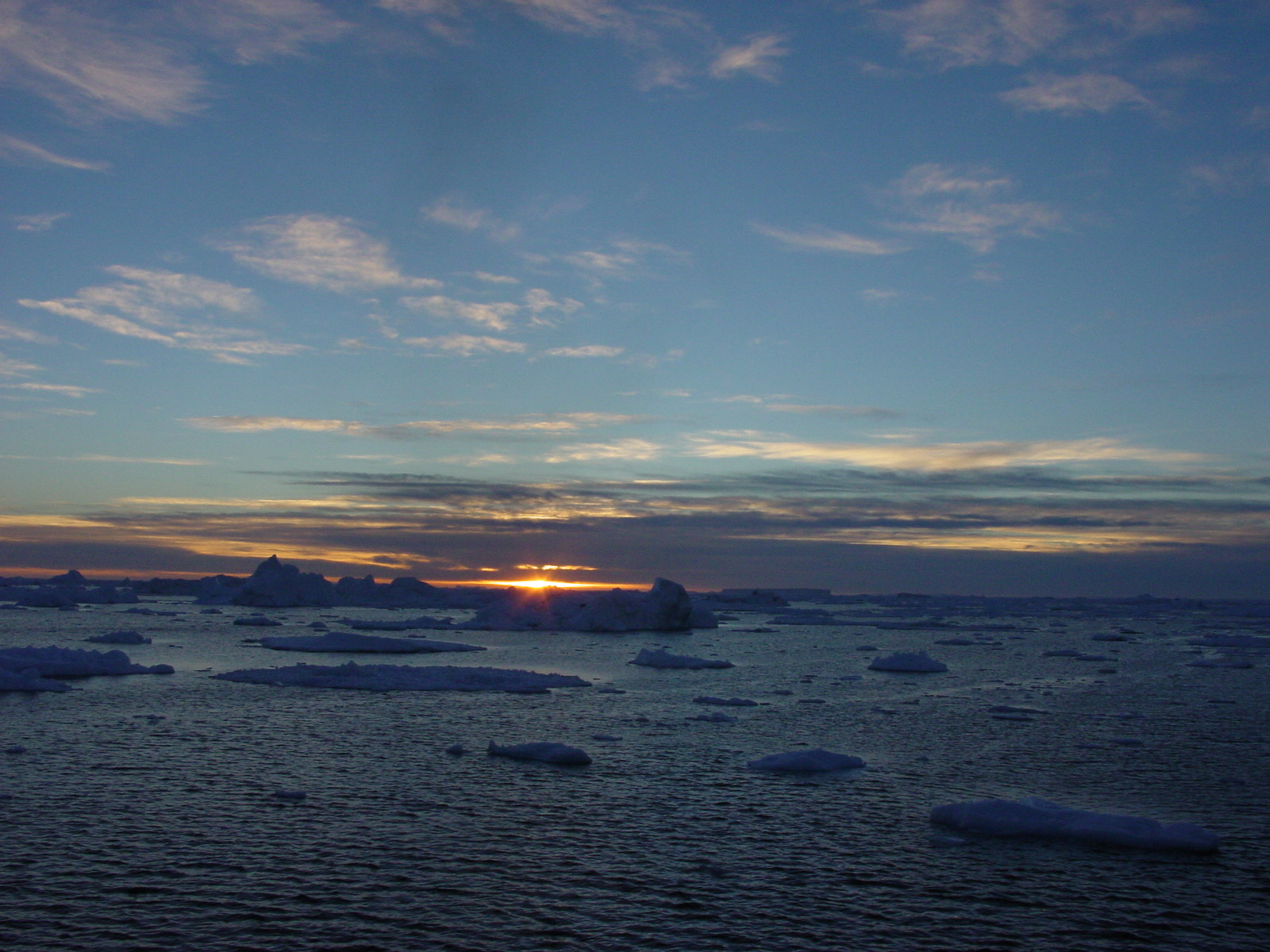
Por-do-sol na Antártica.

O turismo na Antártica começou no final dos anos 50, quando o Chile e a Argentina levaram mais de 500 turistas às Ilhas Shetlands do Sul, mas a atividade somente se estabeleceu em 1966, quando o tema educação ambiental foi incorporado junto com o slogan "Você não pode proteger o que você não conhece". Acreditava-se que vivenciar a Antártica levaria as pessoas a uma consciência ecológica, uma vez que passariam a compreender o papel importante que a Antártica tem no ambiente global. O isolamento físico daquela região, as temperaturas extremas, o clima adverso, e a vida selvagem peculiar são grandes atrativos ao turismo.

Apesar do turismo na Antártica ser ainda muito caro, nos últimos 35 anos, várias operadoras se aventuram na região antártica a cada ano. No momento, 35 operadoras de 10 países diferentes atuam na Antártica com navios de turismo. As visitas se concentram nas zonas livres de gelo nos meses entre Novembro e Março. Os visitantes fazem curtas incursões nas regiões costeiras, visitam estações científicas, monumentos históricos e colônias de animais. Dentre as atividades estão incluídas também alpinismo, acampamento e mergulho. Essas atividades são todas supervisionadas pela tripulação do navio, que inclui ornitologistas, biólogos marinhos, geólogos, glaciologistas, historiadores e naturalistas. Todos os cuidados com o ambiente são devidamente tomados. 150 sítios, incluindo 20 estações científicas estão nos roteiros das visitas. Alguns sítios recebem até 7000 visitantes anualmente. Os navios de turismo também transportam pesquisadores que desenvolvem trabalhos científicos. Os benefícios derivados do turismo responsável, como melhor conhecimento e apreciação da importância da região, são enormes. O turismo na Antártica é um exemplo de conduta consciente em ambiente naturais.